# Cotonifício Gasparian Atlético Clube
Cotonifício Gasparian Atlético Clube foi uma agremiação esportiva de Comendador Levy Gasparian. Seu maior rival era o Entrerriense.

## História
O clube foi campeão do Campeonato Citadino de Três Rios seis vezes. Disputou a Copa Sul-Fluminense de 1974, que dava vaga para o Campeonato Fluminense de Futebol. Jogou contra o Vasco no dia 29 de maio de 1960.

## Estatísticas

### Participações
| Competição            | Temporadas | Melhor campanha   | Estreia | Última | P | R |
| --------------------- | ---------- | ----------------- | ------- | ------ | - | - |
| Citadino de Três Rios | 1          | Campeão (6 vezes) | 1958    | ?      | – | – |